# 3. Armee
3. Armee var en tysk armé under andra världskriget. 
Den upprättades som utbildningsförband 22 augusti 1939 och deltog i invasionen av Polen 1939 fram till 3 oktober då den omorganiserades som Grenzschütz-Abschnittkommando Nord med placering vid den tysk-sovjetiska intressegränsen. 

## Polen
Armén tillhörde Armégrupp Nord

### Organisation
Arméns organisation i september 1939:
- 217. Infanterie-Division
- XXI. Armeekorps
- I. Armeekorps

## Befälhavare
- General der Artillerie Georg von Küchler

Stabschef :
- Generalmajor Herbert von Böckmann